# Bromus catharticus
Bromus catharticus là một loài thực vật có hoa trong họ Hòa thảo. Loài này được Vahl mô tả khoa học đầu tiên năm 1791.

## Hình ảnh

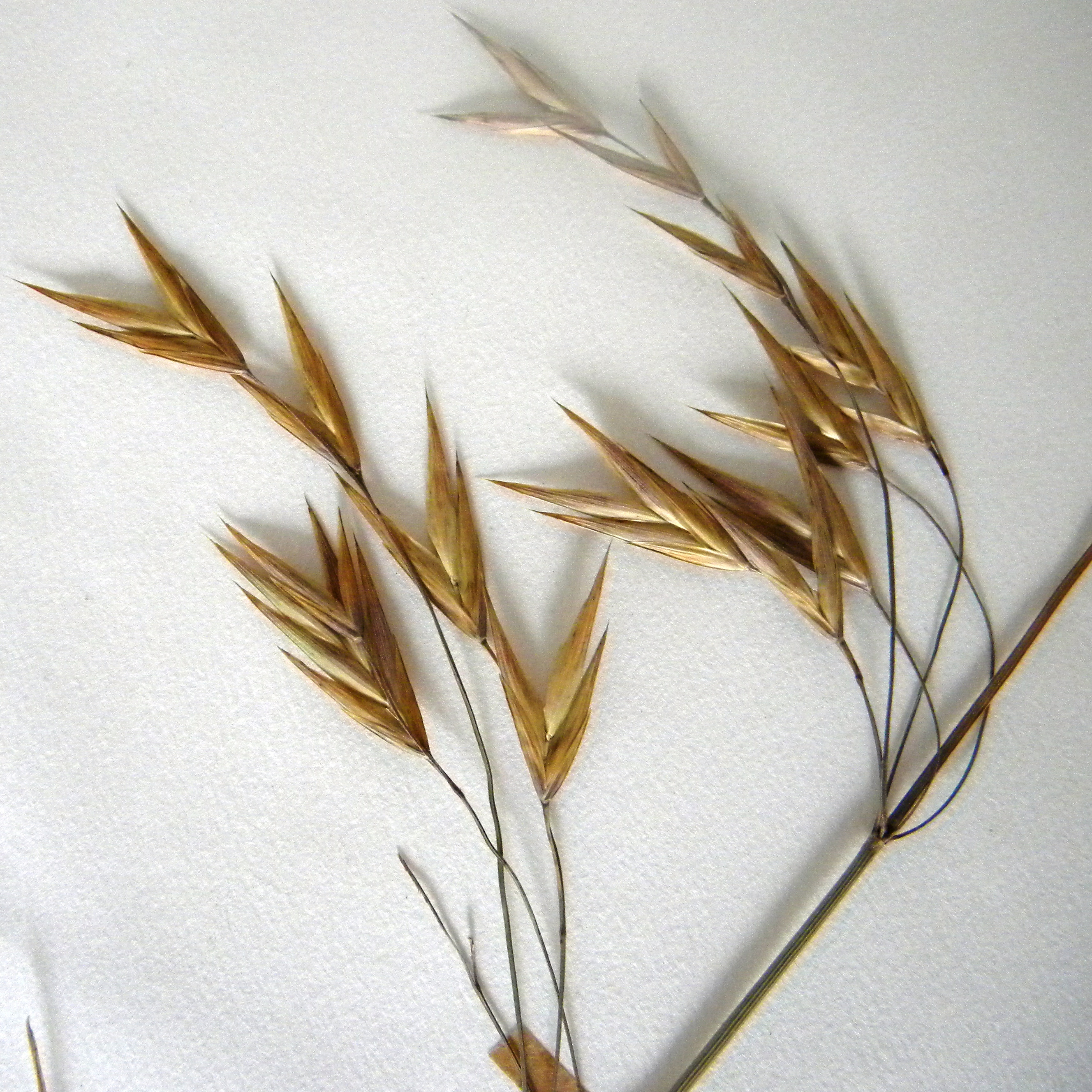
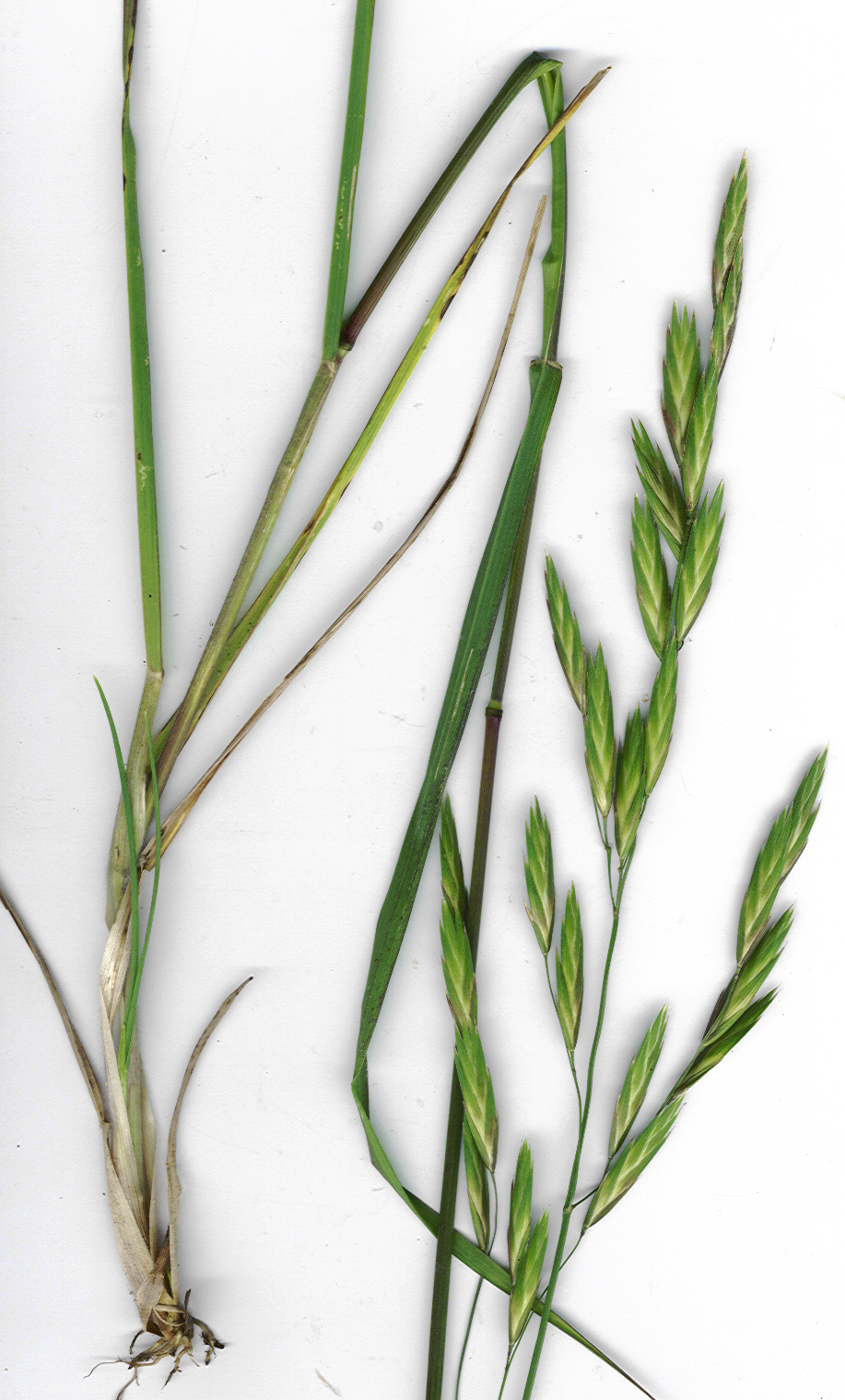
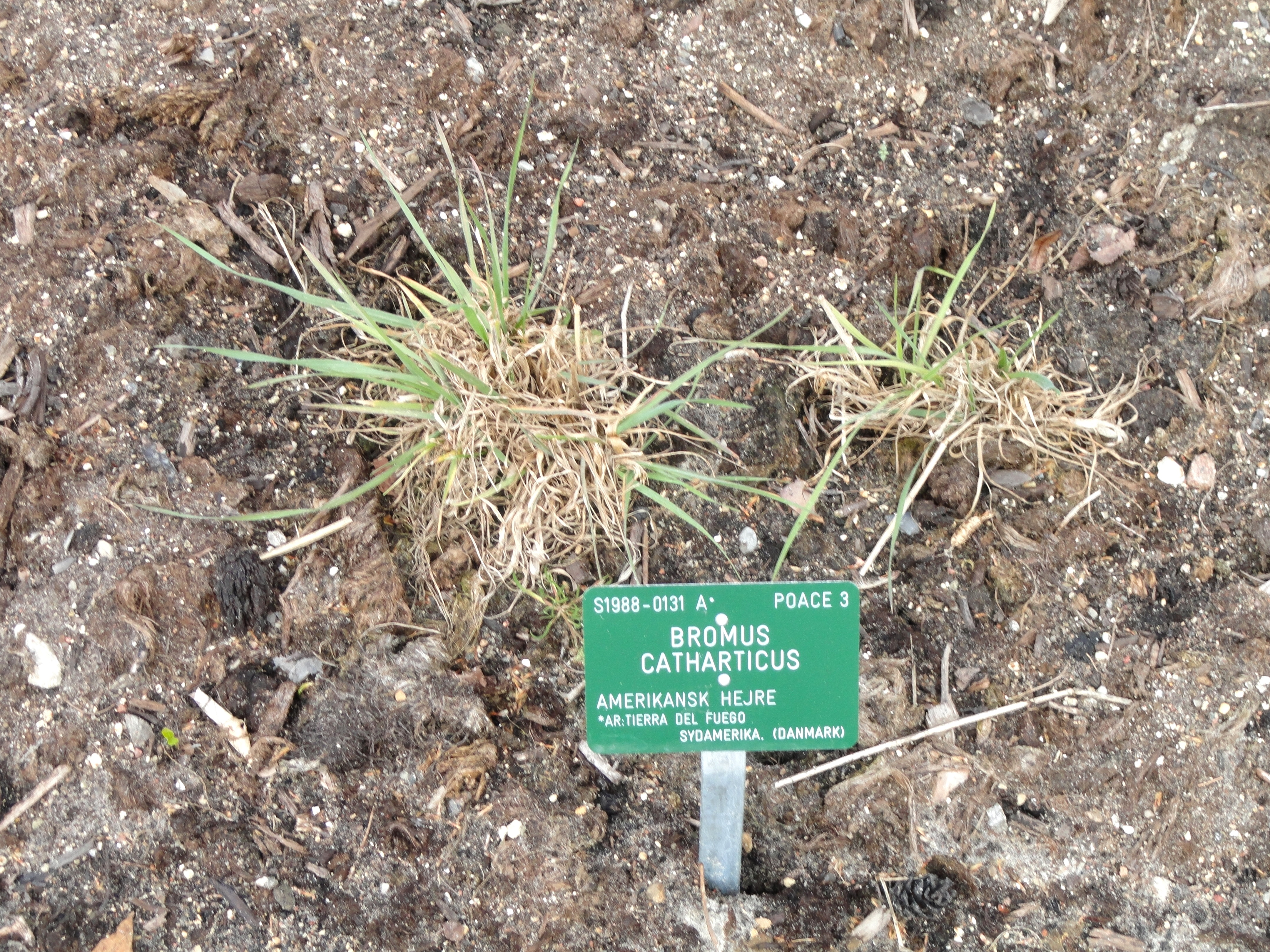
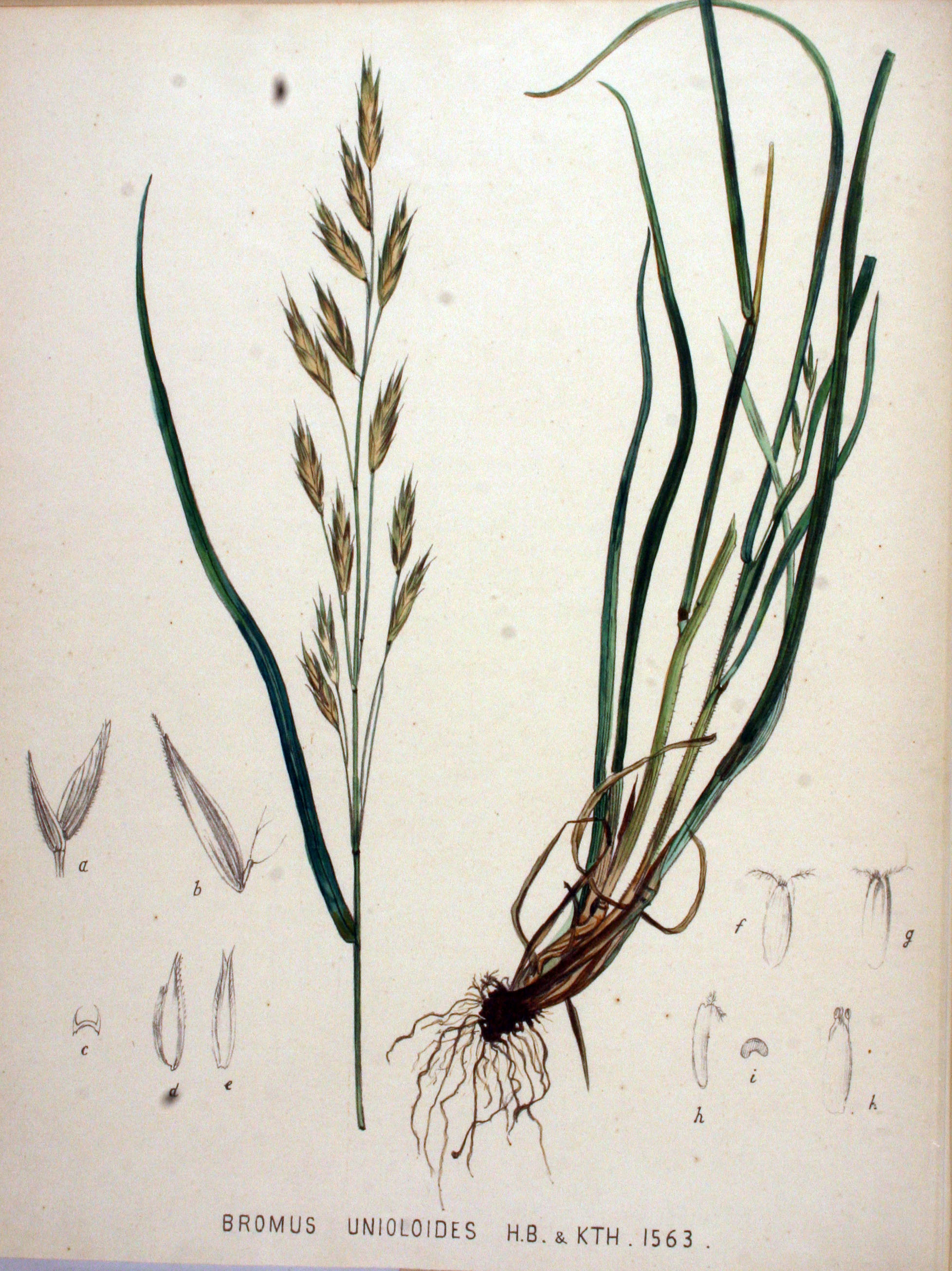